# Eduardo Henrique Girão
Eduardo Henrique Girão (Morada Nova, 12 de abril de 1882 — Fortaleza, 25 de dezembro de 1961), foi um advogado, professor, filósofo e político brasileiro.

## Biografia
Governou o Ceará interinamente, de 19 de maio a 12 de julho de 1928, após a renúncia do governador Moreira da Rocha.
Ensinou direito civil na Faculdade de Direito do Ceará entre 1916 e 1952. Foi eleito deputado estadual em 1923 e chegou a presidir a Assembleia Legislativa, motivo que o levou a assumir o governo estadual quando o governador Moreira da Rocha renunciou. Em 1930, chegou a ser eleito deputado federal, porém seu mandato foi interrompido por conta da Revolução de 30. Professor emérito da Universidade Federal do Ceará.
Era filho de Eduardo Henrique Girão e Benvenuta Pessoa Cunha Correa, bisavós do historiador Raimundo Girão.

## Obras
- Ao léu dos dias (1950),
- Novas frases e outros pensamentos (1955),
- Vida e pensamento (1957),

## Homenagens
- Uma escola em Morada Nova foi nomeada em homenagem ao governador.[8]
- Uma avenida em Fortaleza foi nomeada em homenagem ao político,[9]